# Ernst Hammans
Ernst August Hammans (* 18. Oktober 1898  in Düren; † 28. November 1967 in Tegernsee) war Oberbürgermeister von Düren.
Der Fabrikant wurde am 1. Juni 1945 von der amerikanischen Militärregierung zum Beigeordneten und Vertreter des Bürgermeisters ernannt. Daran schloss sich die kommissarische Ernennung zum Bürgermeister an. 
Im April 1946 beantragte Hammans beim Regierungspräsidenten in Aachen, für Düren die Bezeichnungen Oberstadtdirektor und Oberbürgermeister einzuführen. Vor dem Zweiten Weltkrieg wäre die Bezeichnung Oberbürgermeister für Düren üblich gewesen. Hammans hatte jedoch nicht bedacht, dass diese Bezeichnung an die jeweilige Person zu deren Ehren gebunden war und nicht der Stadt zuerkannt worden war. Trotzdem erteilte der Regierungspräsident nach einem positiven Stadtratsbeschluss die entsprechende Anordnungen am 3. August 1946. Jetzt wurde jeder Stadtdirektor und Bürgermeister jeweils zum „Oberstadtdirektor“ beziehungsweise „Oberbürgermeister“. 
Die Amtszeit von Hammans endete am 30. September 1946. Sein Vorgänger war Alfred Stiegler, sein Nachfolger wurde Richard Bollig.
Hammans war Mitglied des Vorstandes der Bundesvereinigung der Deutschen Arbeitgeberverbände und Gründungspräsident (1960–1963) und späterer Ehrenpräsident der European Carton Makers Association (ECMA).

## Ehrungen
1963: Bundesverdienstkreuz 1. Klasse.